# Sillón

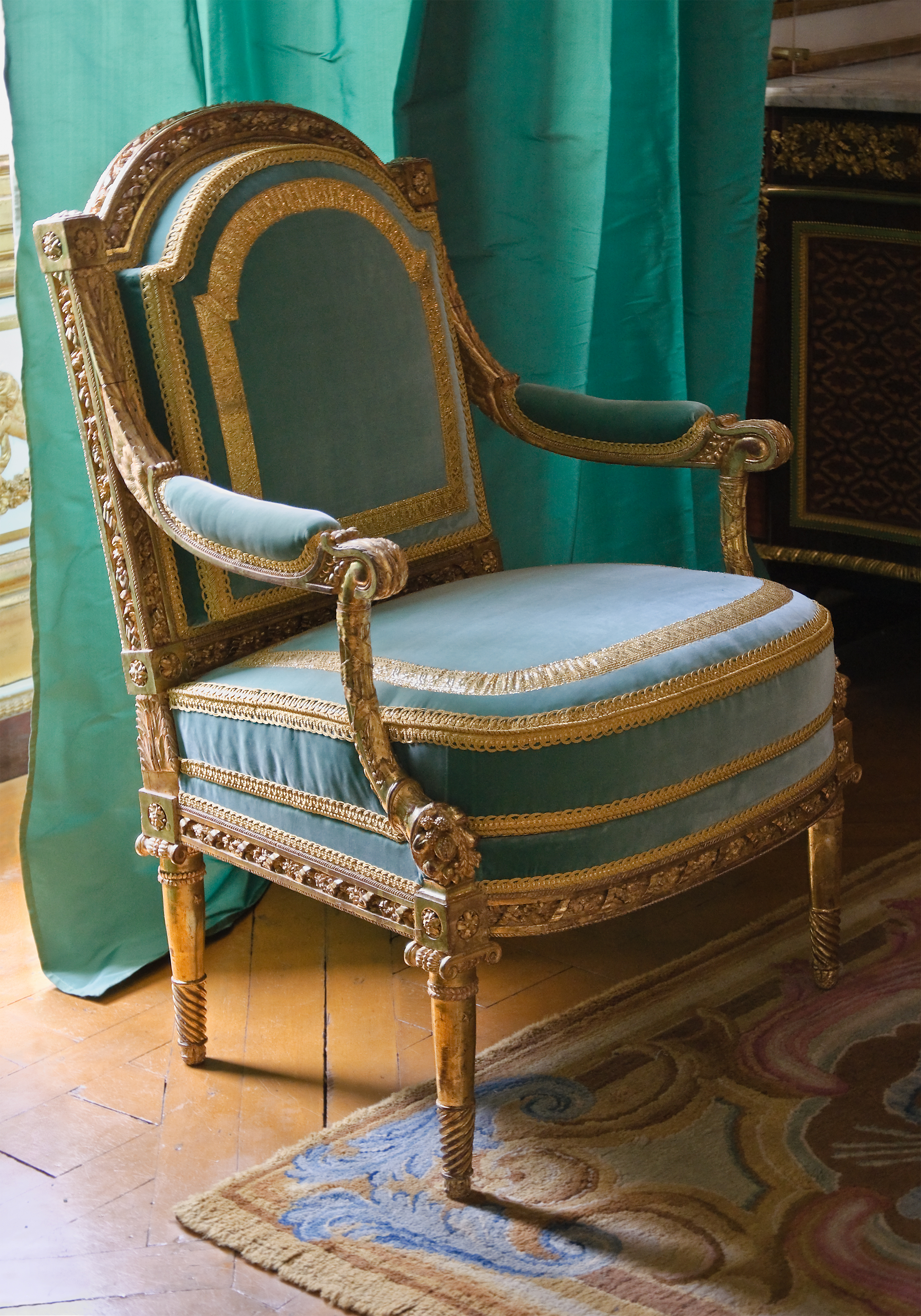
Sillón por el ebanista Georges Jacob (1739-1814), pequeño departamento de la Reina, Palacio de Versalles.

Un sillón es un asiento con respaldo, implicando apoyos laterales para los brazos, comúnmente llamados con el nombre de brazos o apoyabrazos, y que adicionalmente aporta una mayor comodidad y espacio al usuario que un asiento convencional.

## Historia

### Egipto

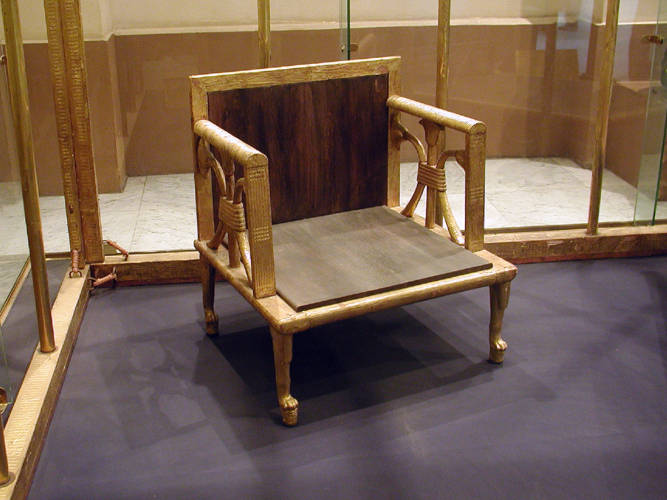
Sillón egipcio.

El sillón se encuentra en Egipto hacia la dinastía XI, unos veintiún siglos a. C. como es de ver en los ejemplares de madera con relieves e incrustaciones que se guardan en los museos Británico y Louvre. Sus cuatro pies, a veces, en forma de tijeras, suelen terminar en garras de león apoyadas sobre un pequeño zócalo y los brazos llevan también las figuras de animales.

### Luis XIII (1610-1643)
El sillón tiene un asiento bajo para el trabajo o las comidas, mientras que el sillón de descanso tiene un asiento más alto y ligeramente invertido hacia atrás. Es más cómodo que una silla gracias a la aparición de las bolas de pelo cubiertas de tela, tapicería o cuero. Las patas son generalmente de madera vuelta, en serie o en columna espiral, todo ello reforzado por un soporte en H. Los brazos son rectos y planos incluyendo a veces puños muy rellenos.

### Luis XIV (1661-1715)
El asiento es más elevado y más invertido hacia atrás. La base se amplía y se profundiza. Las patas se tallan más, la forma en hueso de oveja tiene mucho éxito. El soporte horizontal siempre necesario pasa en esta época progresivamente de una forma en H a una forma en X. El apoyo de los brazos es más ondulado y sobrepasa la consola que lo soporta. La estructura de apoyo se forma como una prolongación de la pata. Incluye a veces puños.

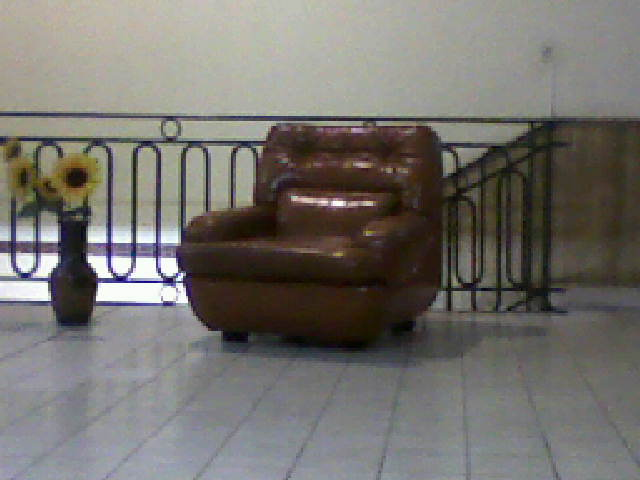
Un sillón de cuero.

### Regencia (1715-1723)
El sillón gana en comodidad y en finura en la escultura de la madera. Se cargan menos los tejidos. El asiento es más bajo y su parte superior se redondea, pero su forma sigue siendo recta. El soporte del asiento se talla con motivos simétricos; se ve a menudo una concha. Los pies se arquean ligeramente y la riostra desaparece progresivamente. 
Anunciando el estilo Luis XV los apoyos se ligan más bajo sobre el asiento, se espacia más debido al método de los vestidos a cesta y los apoyos de apoyo retroceden, no siendo sistemáticamente ya la prolongación de las patas como antes.

### Luis XV (1723-1774)
Las formas se multiplican con la aparición de diferentes modelos de sillones. El sillón es aún más cómodo gracias a la aparición del asiento cóncavo. Los apoyos de los brazos retroceden aún más. Los pies y los soportes incluyen finas molduras y esculturas asimétricas cada vez más variadas, en el estilo de rocas o con forma de flores naturales. Se arquea bien la pata y se comienzan a pintar los muebles en tonos claros (azules, blancos, verde claro).

### Transición
El sillón pierde su sinuosidad. O las patas son rectas y el asiento curvo y cóncavo o el asiento es cuadrado o en medallón y las patas arqueadas.

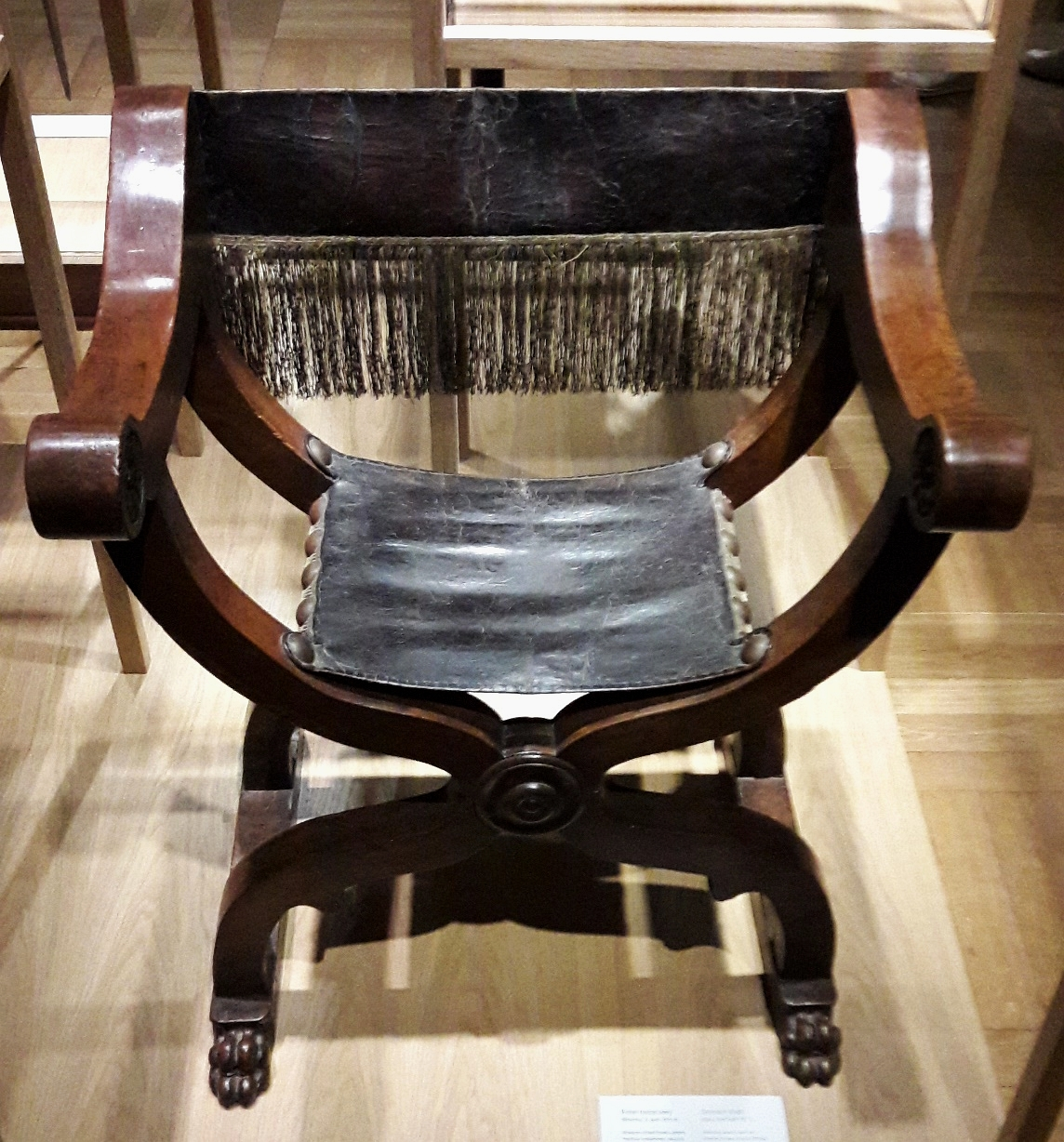
Sillón renacentista
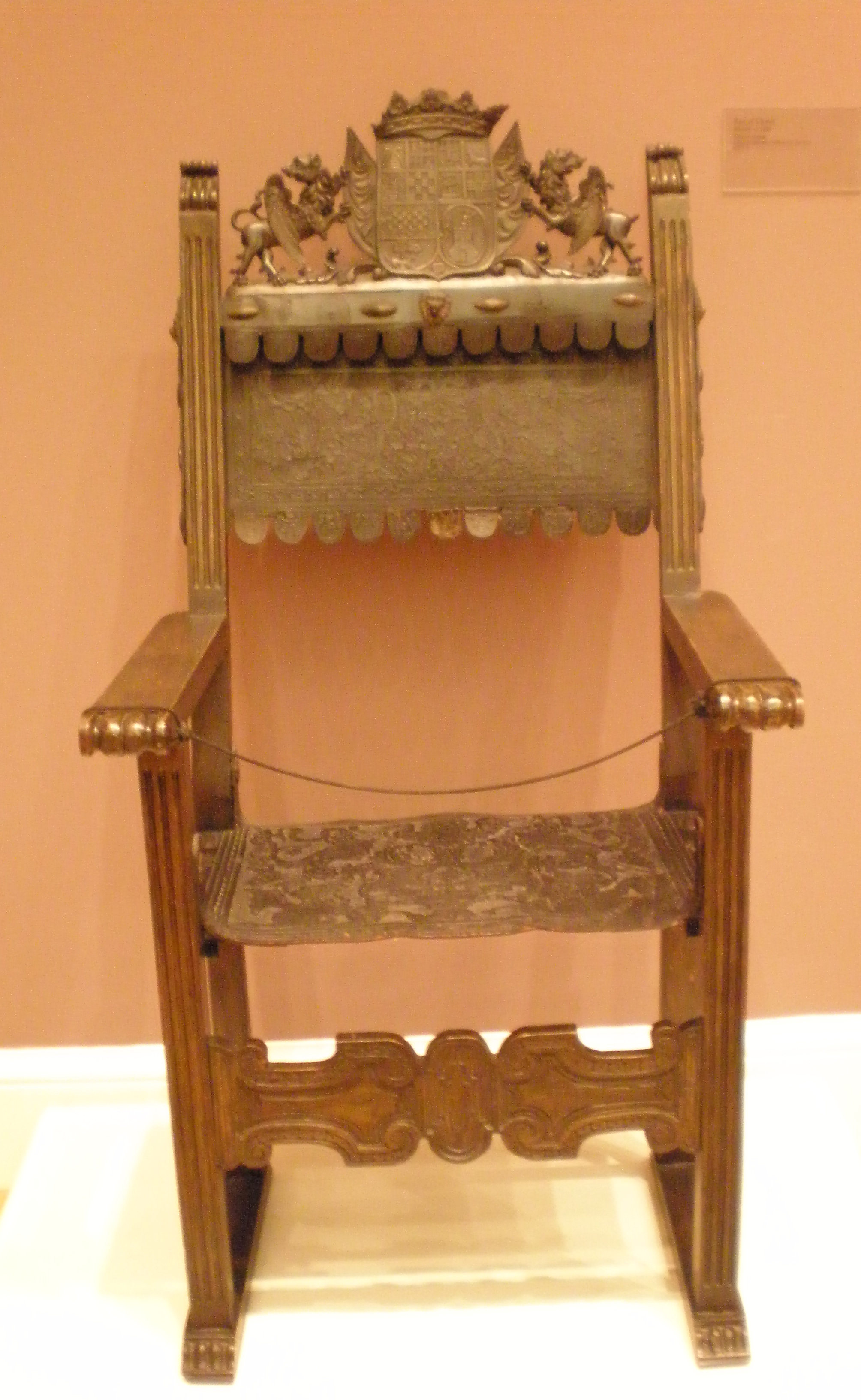
Sillón español del s. XVII
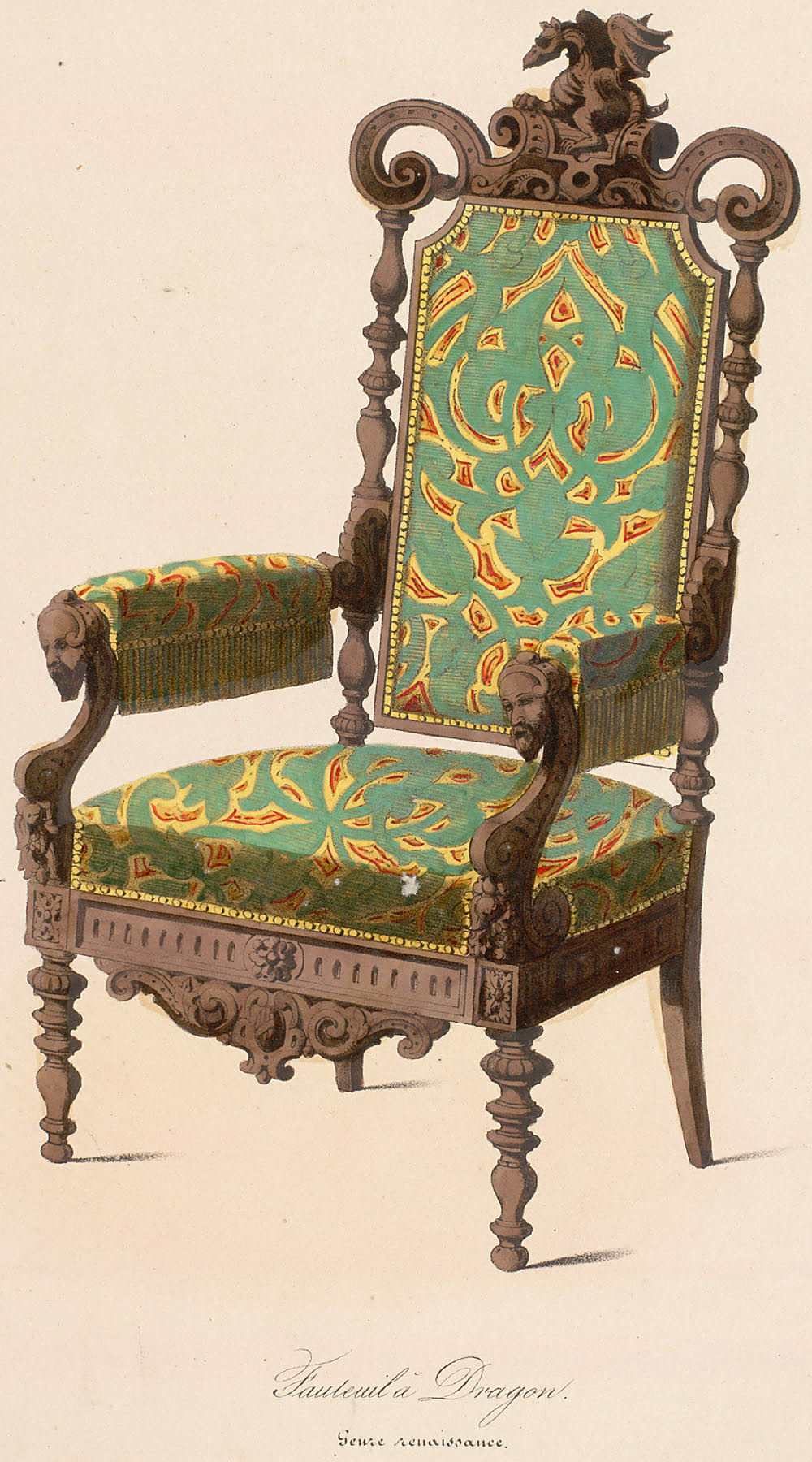
Sillón estilo Luis XIII
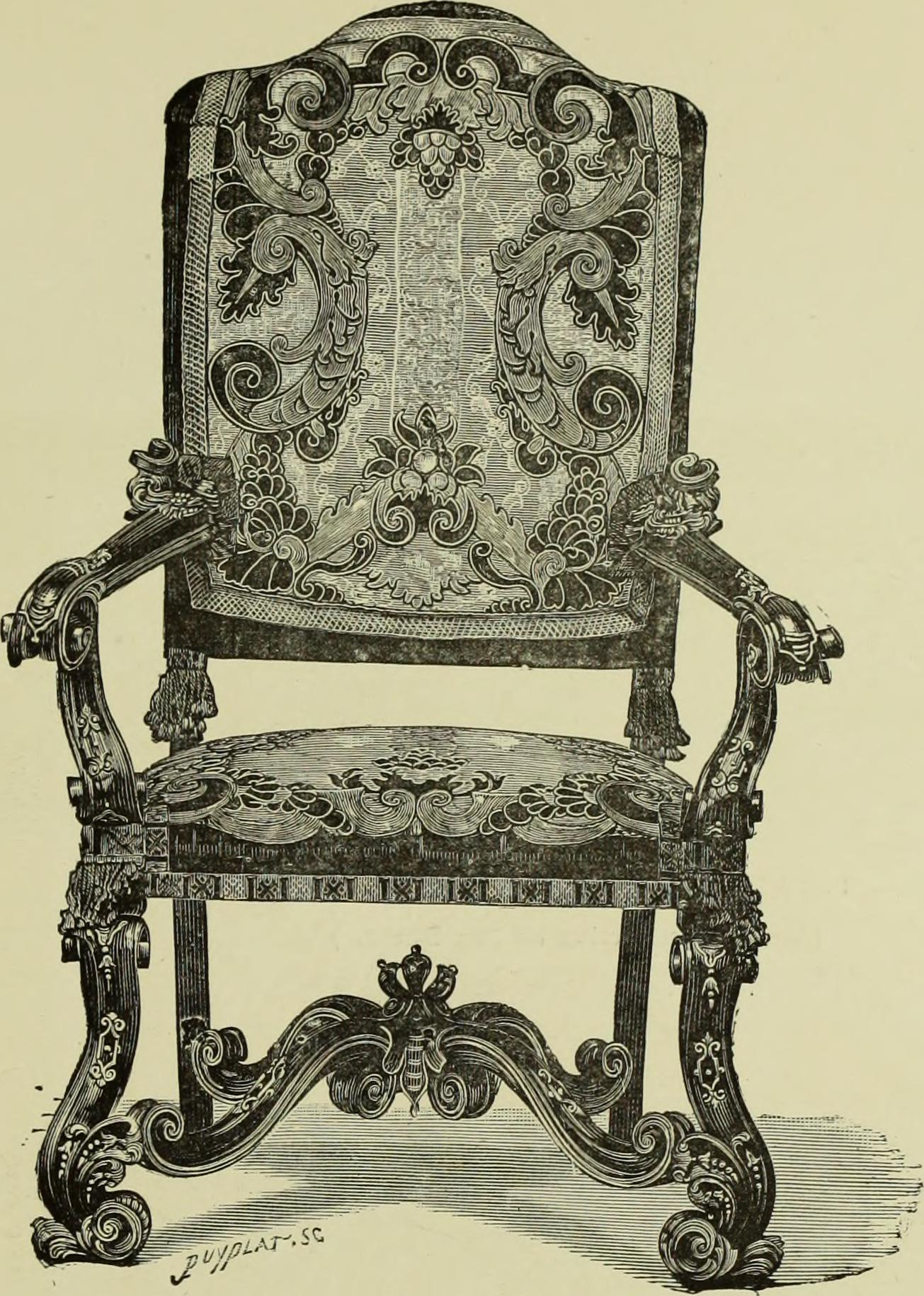
Sillón estilo Luis XIV
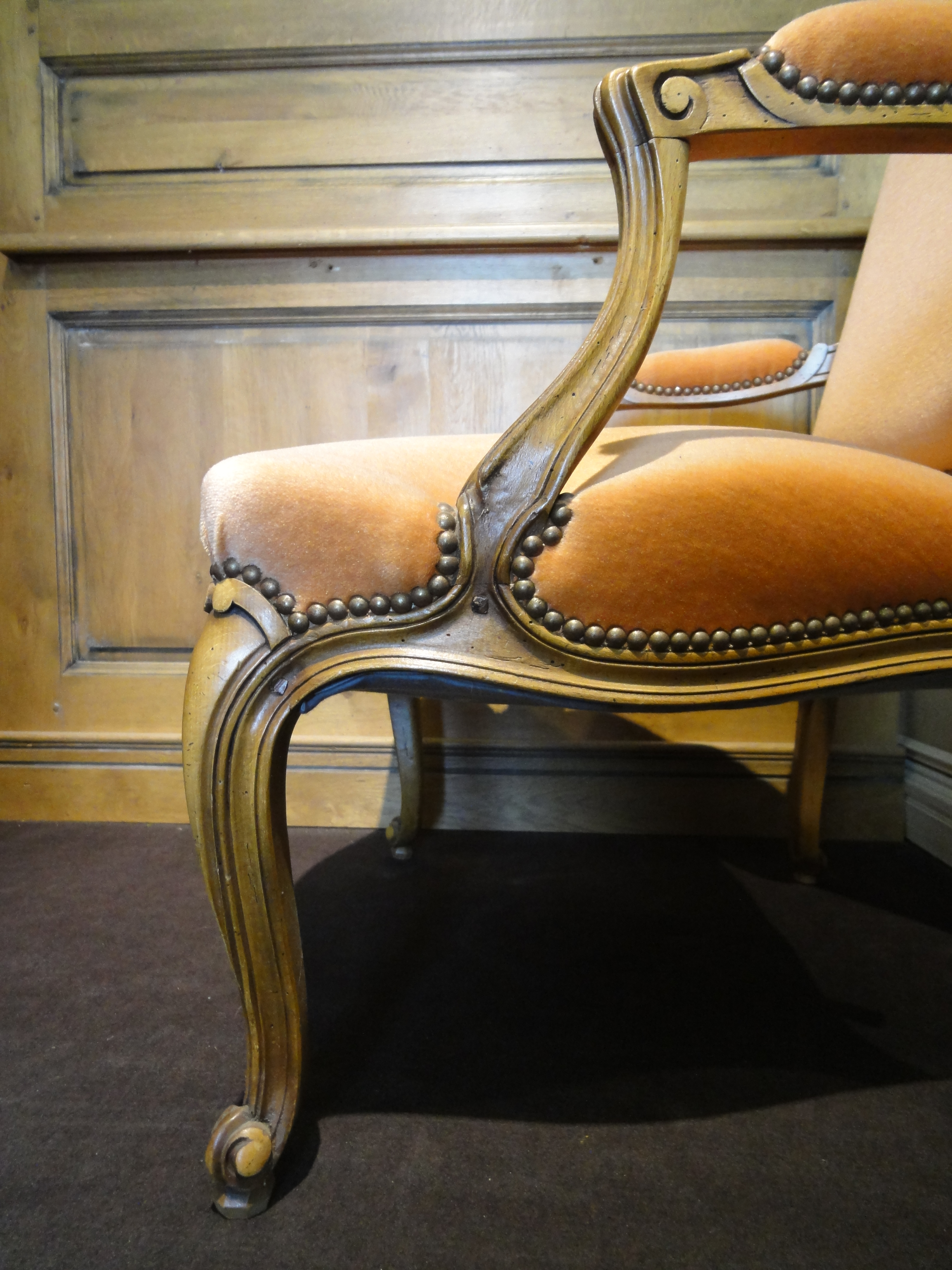
Sillón estilo Luis XV
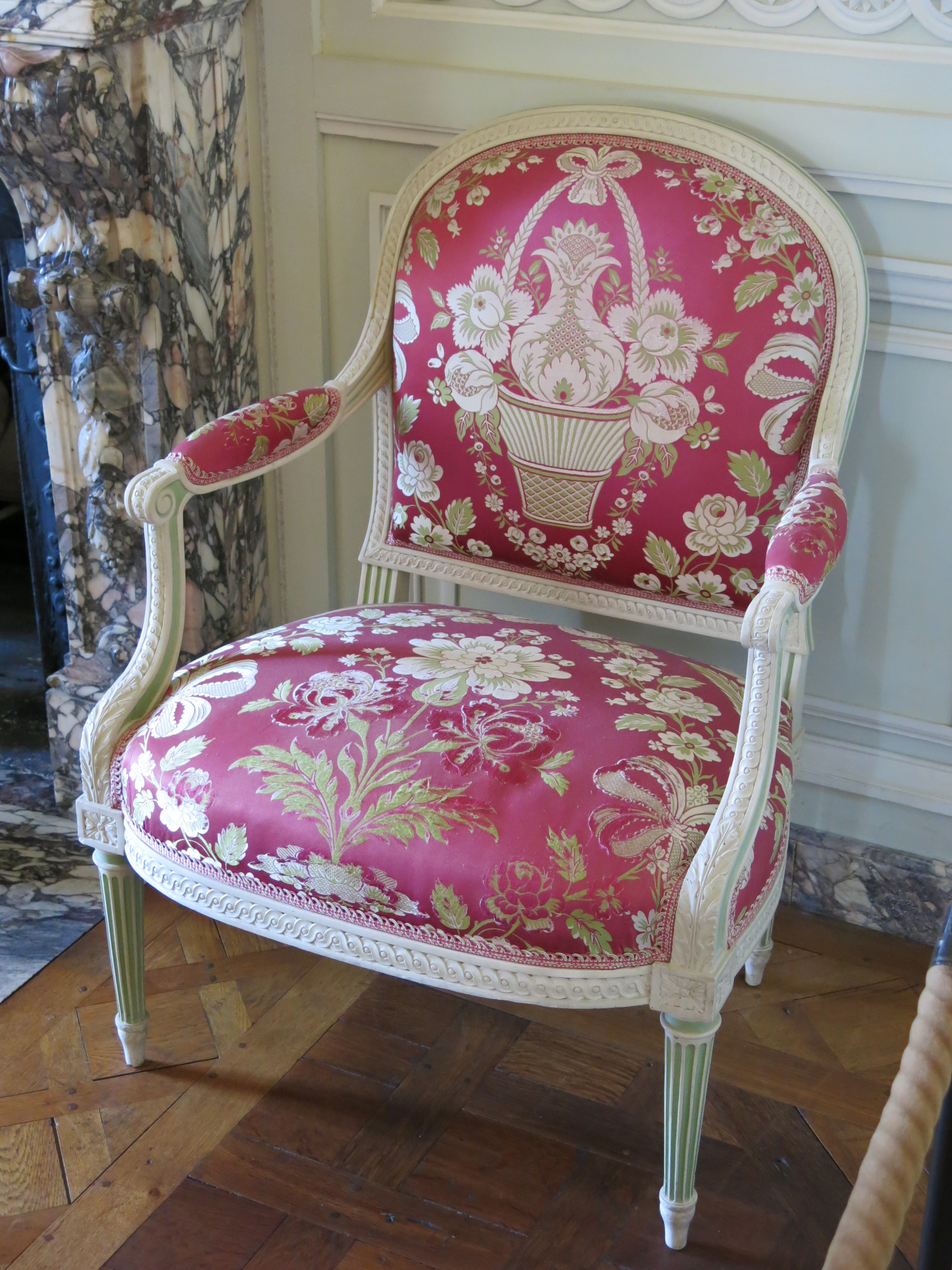
Sillón estilo Luis XVI

## Tipos de sillones
- Bergère: sillón de respaldo corto y cóncavo prolongado en los brazos en una única superficie mullida, con asiento de almohadón suelto, ideado en Francia hacia 1725.
- Crapaud: silloncito bajo muy mullido surgido en Francia a mediados del siglo XIX.
- Fauteil en gondole: sillón de respaldo redondo y profundo, aparecido en Francia hacia 1760.
- Lolling chair: sillón de asiento bajo y respaldo alto y rematado en copete, ambos muy mullidos, creado en Estados Unidos a finales del siglo XVIII.
- Sillón de caderas: versión española de la silla dantesca, con asiento y respaldo de cuero y decoración de taracea, usado en la Edad Media y el Renacimiento.
- Sillón de dormir: sillón ajustable a distintos ángulos de inclinación, con respaldo protegido por proyecciones en los laterales, propio de la Restauración inglesa.
- Sillón de orejas: sillón con respaldo alto y salientes laterales para proteger la cabeza de las corrientes de aire, inventado en Inglaterra en el siglo XVII. Existe una versión contemporánea diseñada por Arne Jacobsen.
- Sillón frailero: sillón de líneas rectas y armazón sencilla, elaborado generalmente en nogal y con asiento y respaldo de cuero. Propio de España entre el Renacimiento y el siglo XVIII, en Hispanoamérica se conoce como «sillón misional».
- Sillón Morris: sillón ajustable a diversas inclinaciones y con almohadones en el asiento y el respaldo, confeccionado en Reino Unido en el siglo XIX.[2]

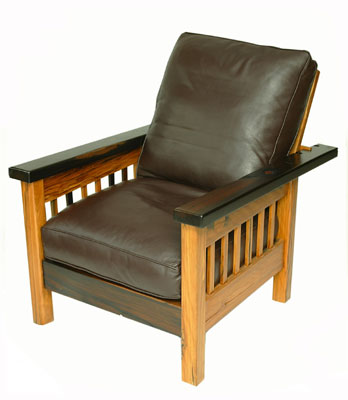
Sillón Morris
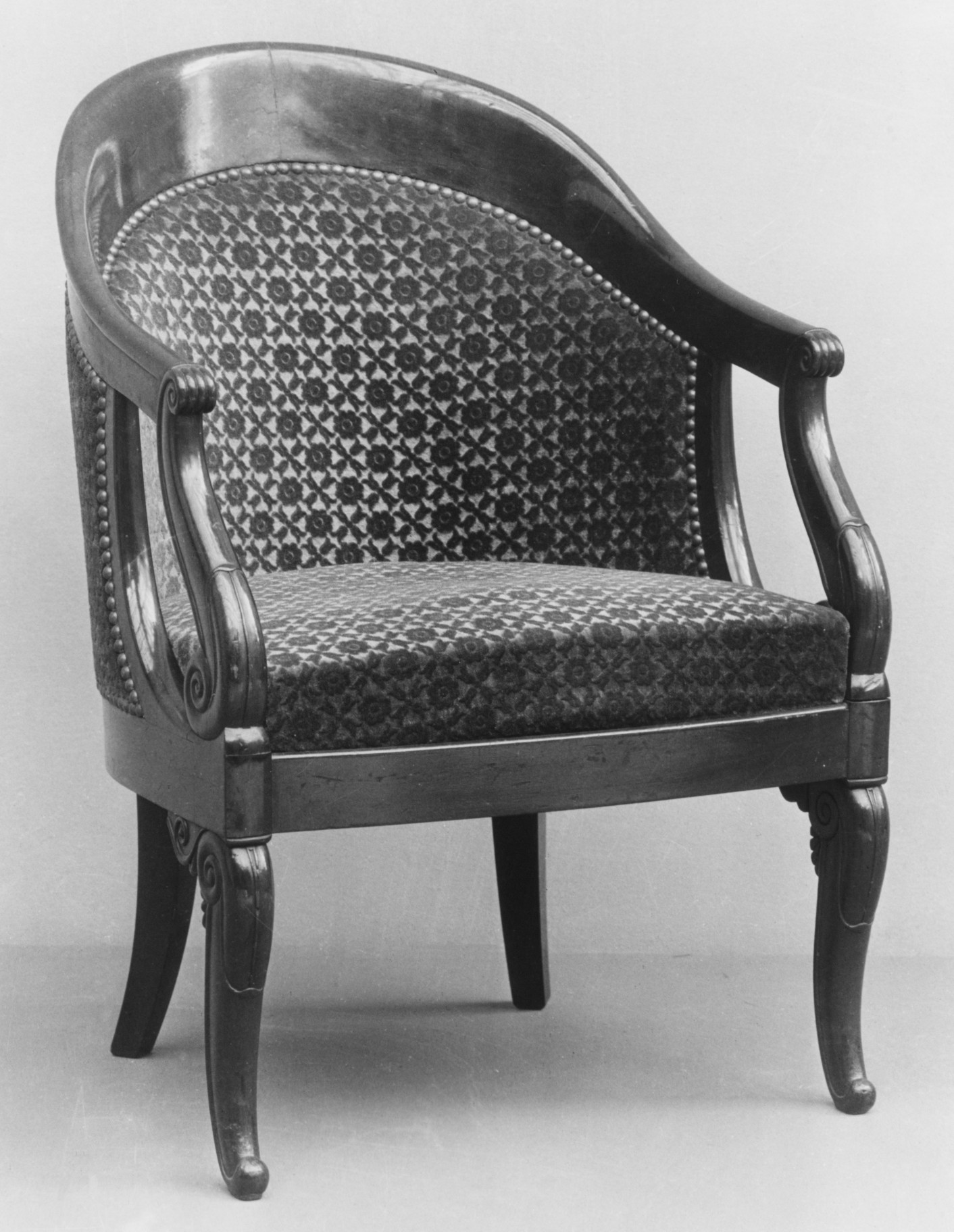
Sillón en gondole
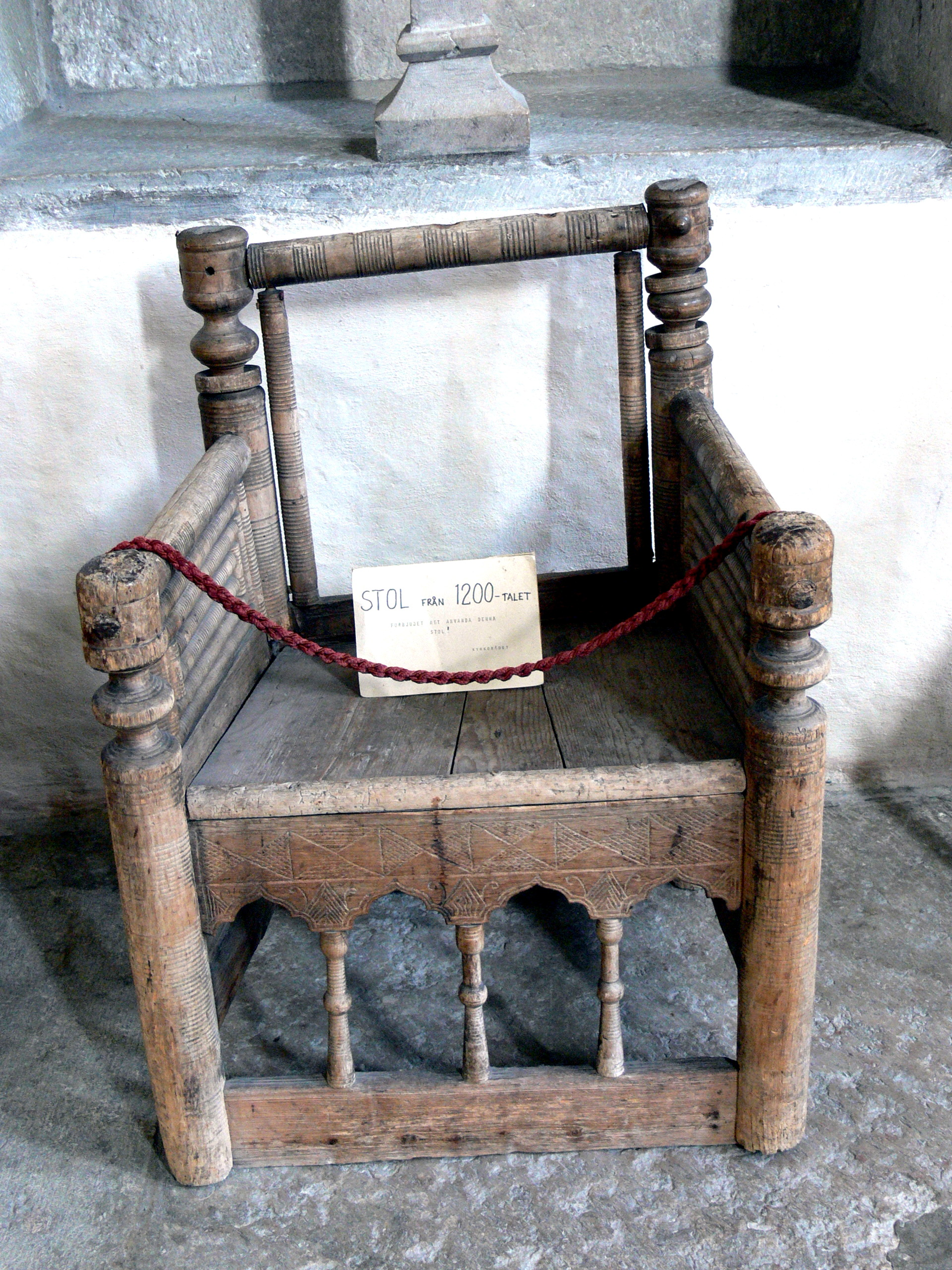
Cátedra
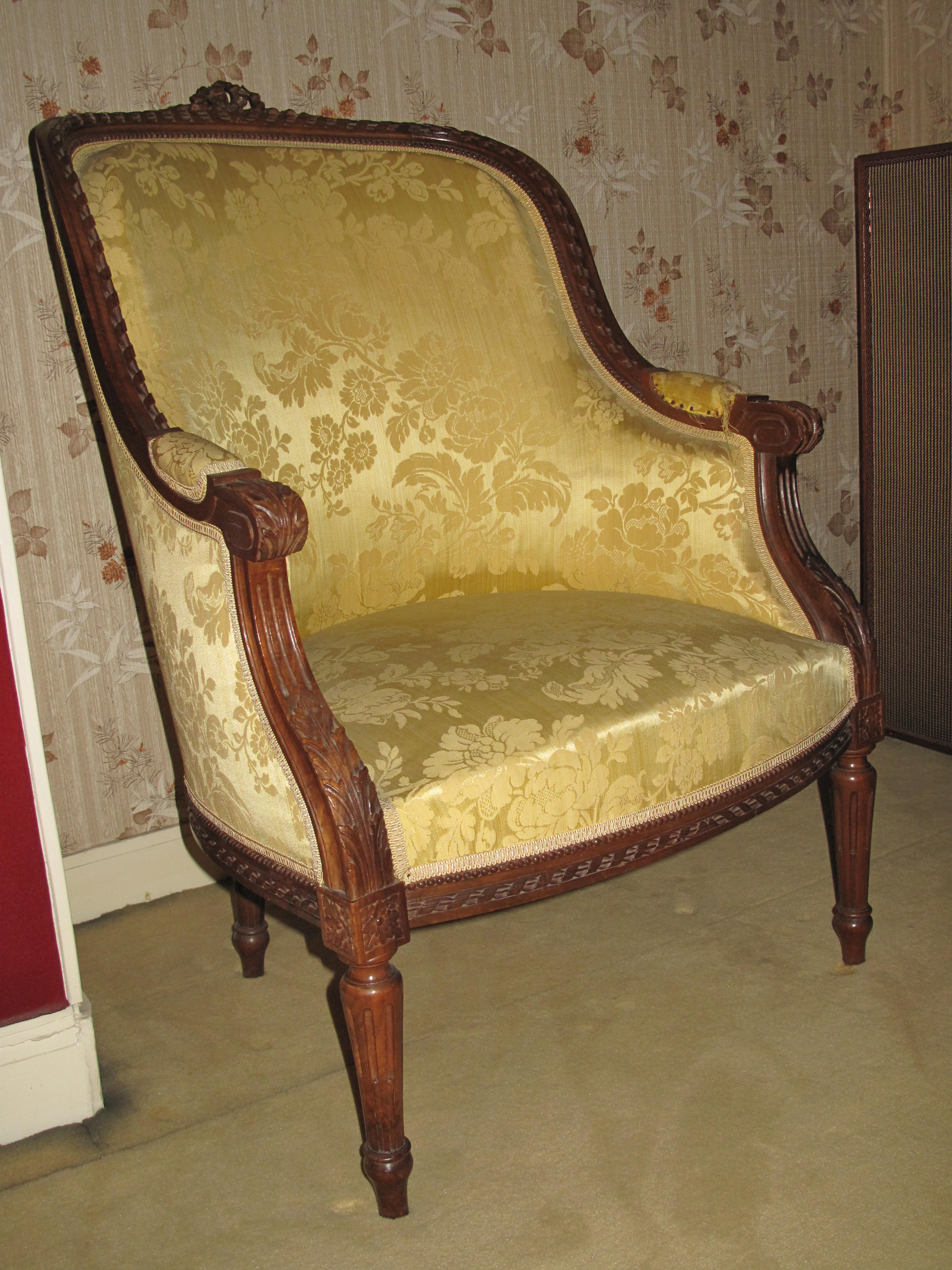
Bergère Louis XVI
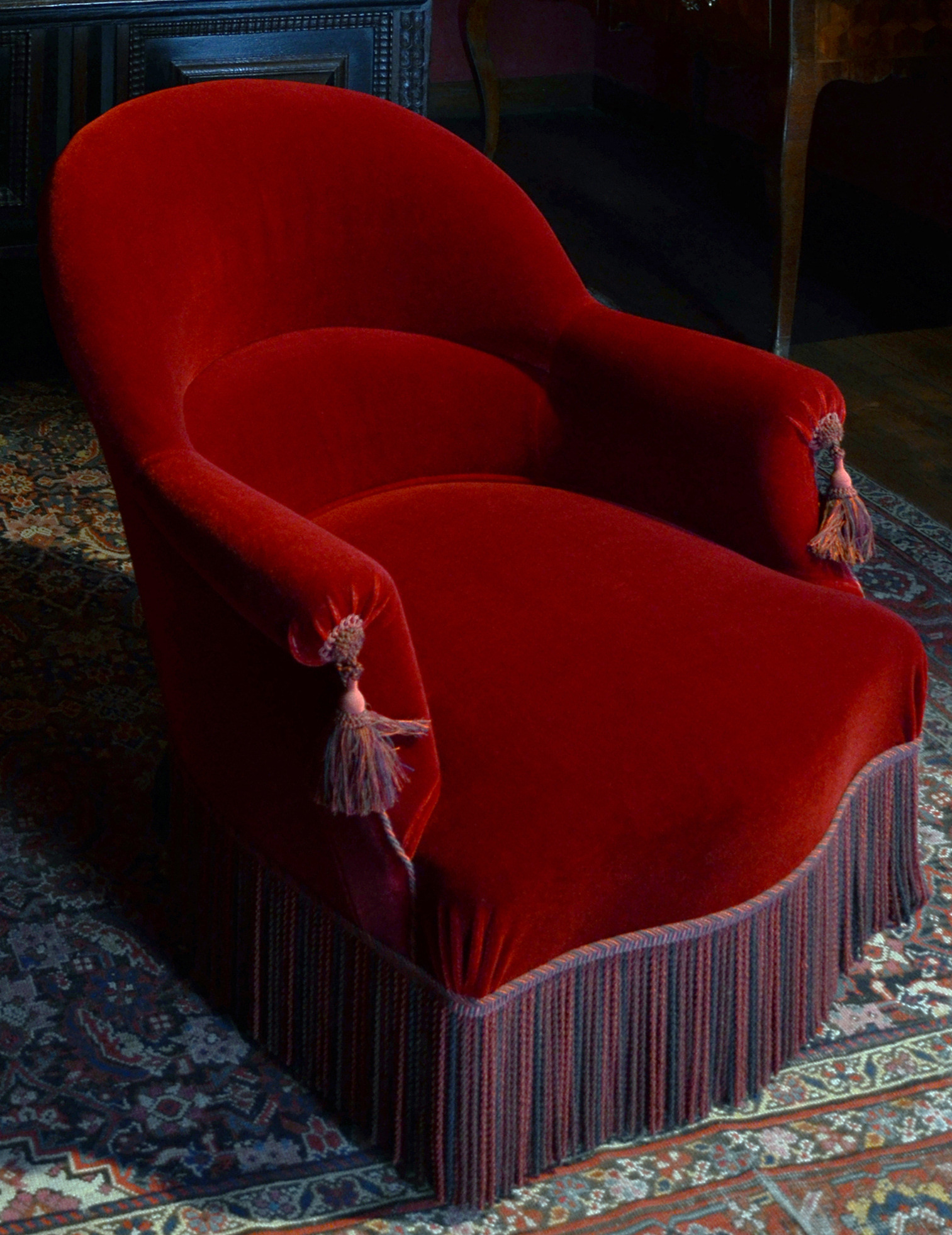
Crapaud
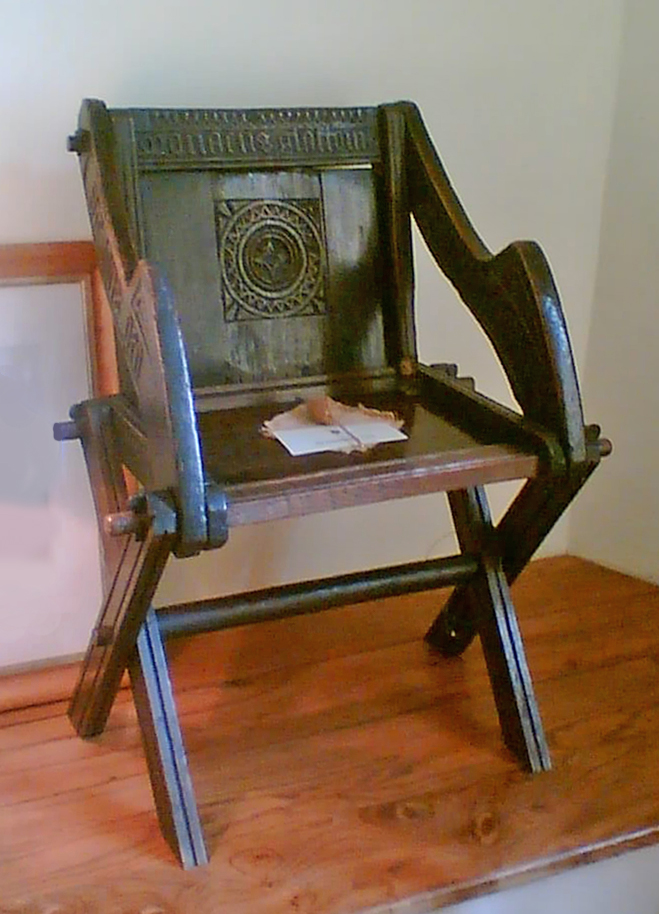
Sillón Glastonbury
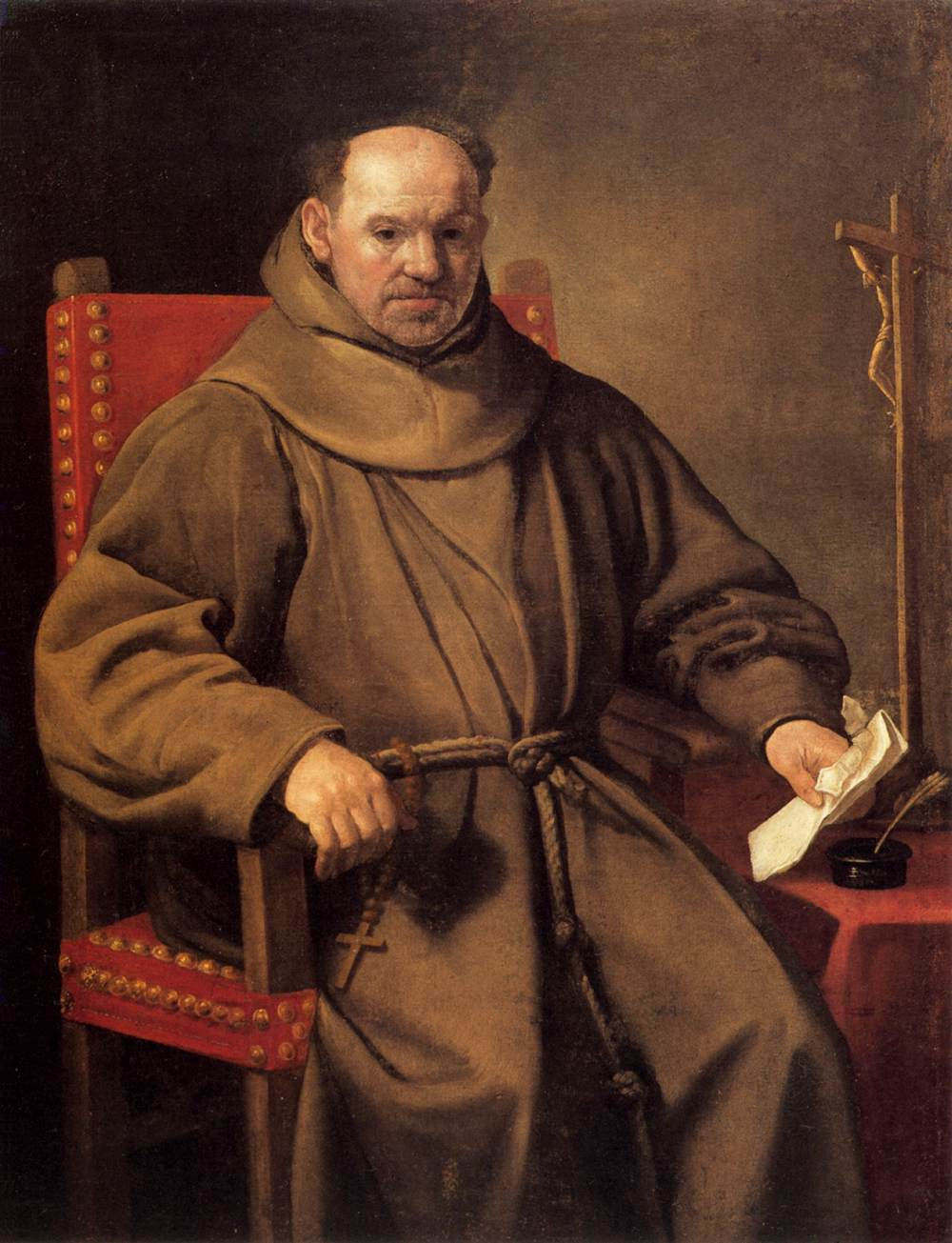
Sillón frailero
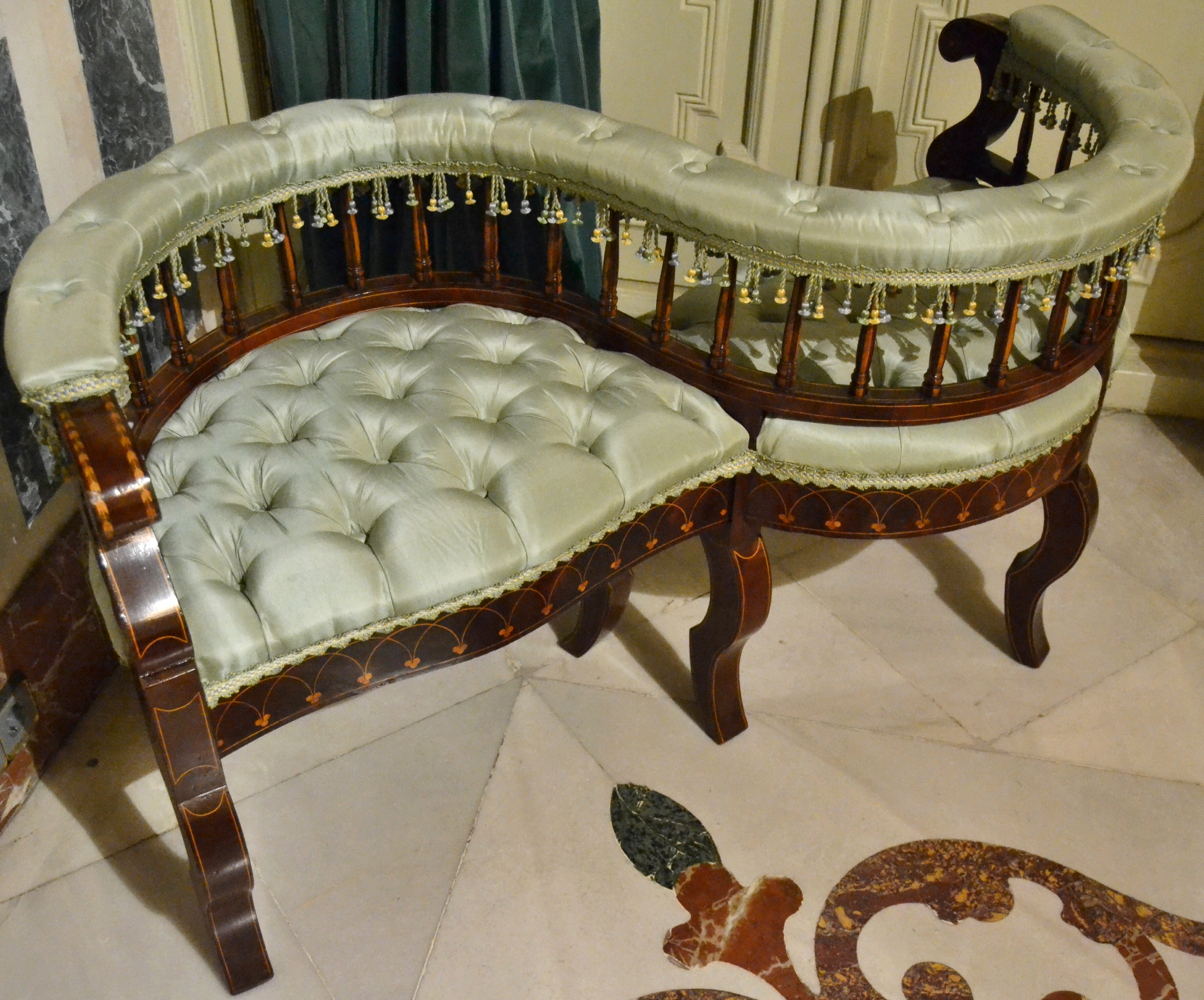
Confidente
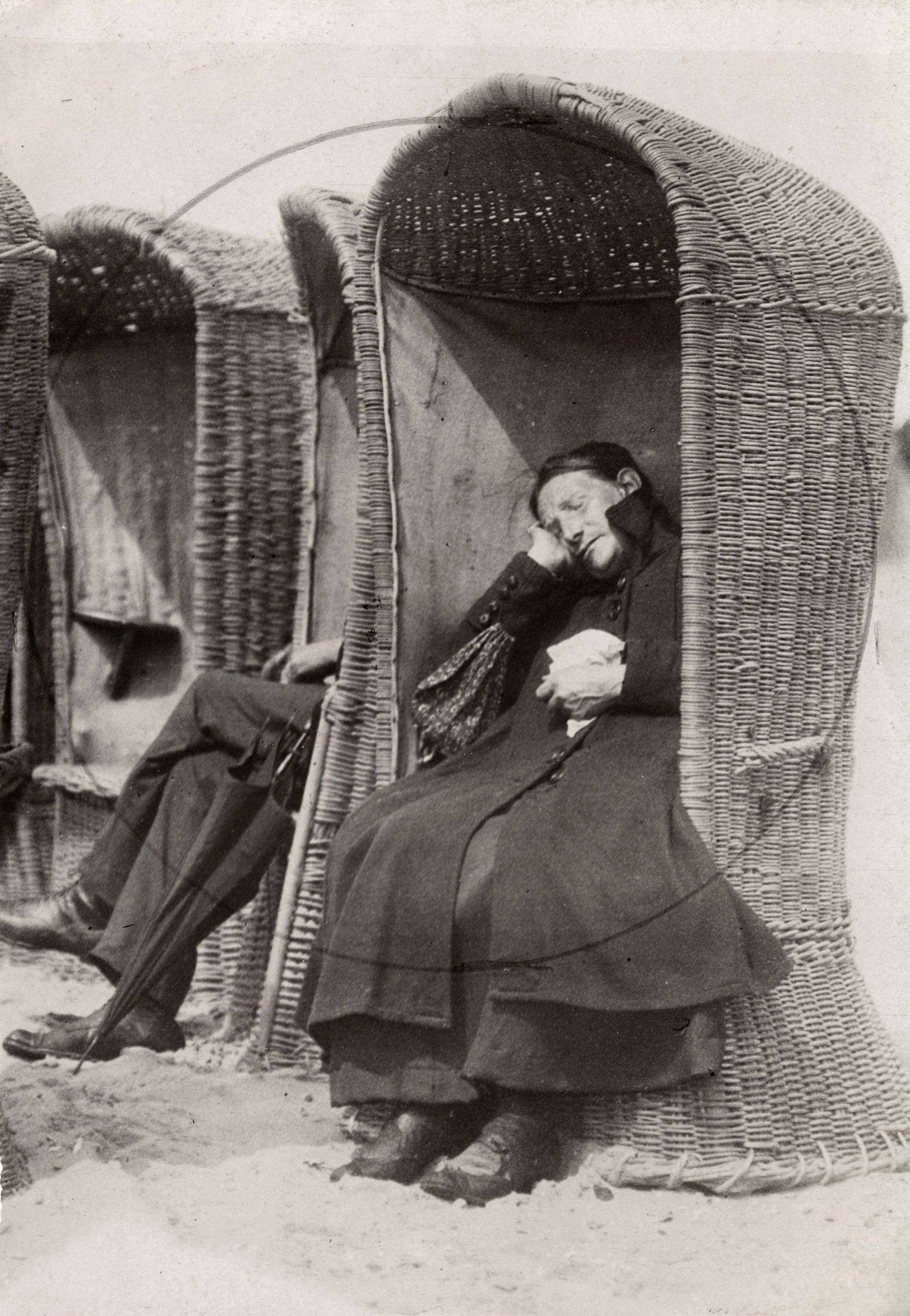
Sillón de playa
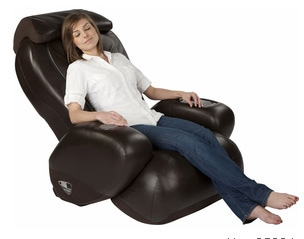
Sillón de masaje
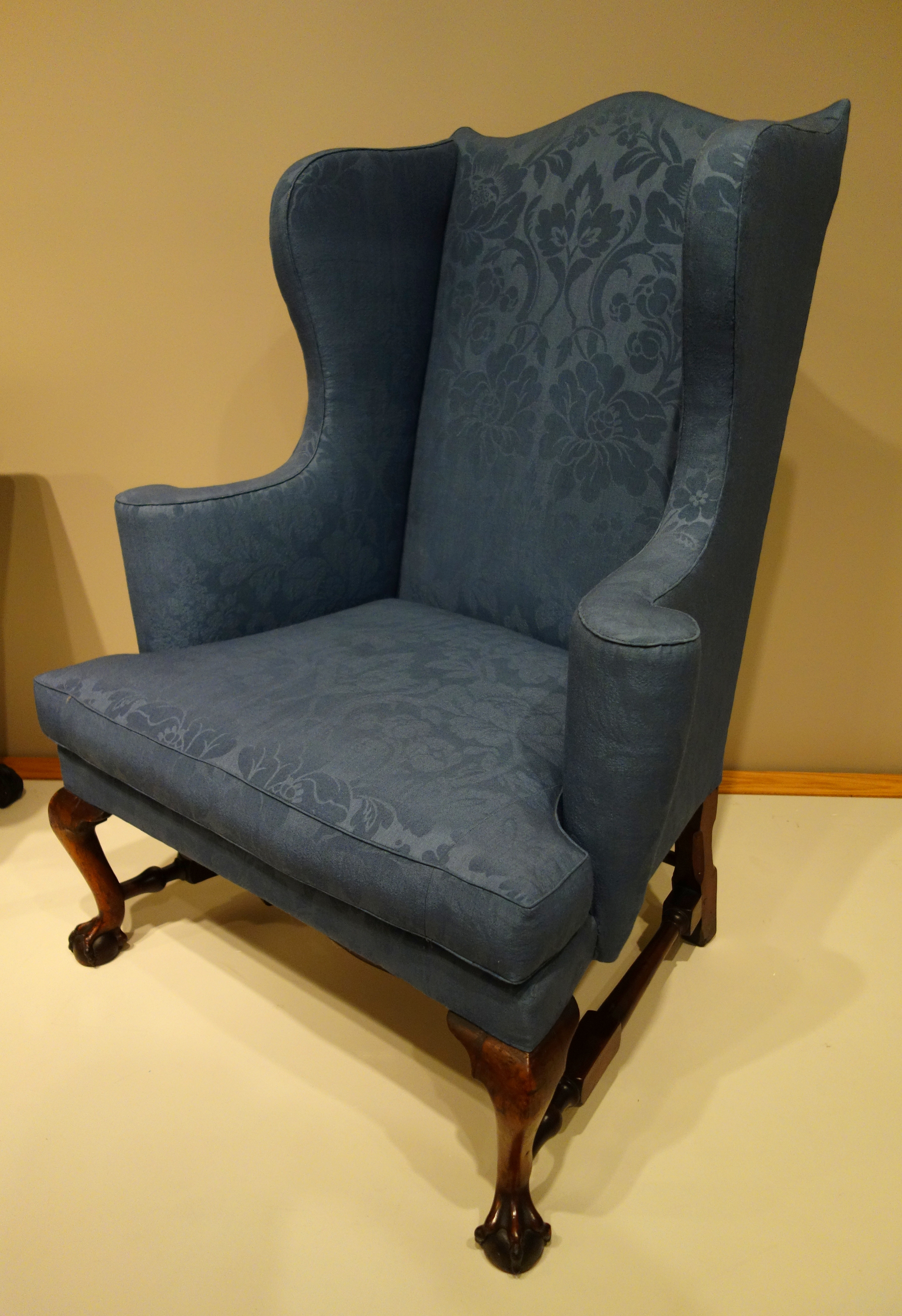
Orejero
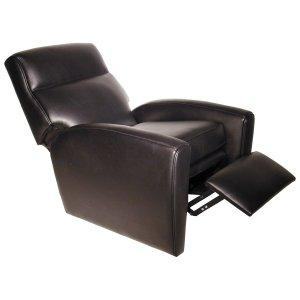
Sillón reclinable